# Фелікс Аубек
Фелікс Аубек (нім. Felix Auböck, 19 грудня 1996) — австрійський плавець.
Учасник Олімпійських Ігор 2016 року.
Призер Чемпіонату Європи з водних видів спорту 2020 року.